# NGC 2669
NGC 2669 is een open sterrenhoop in het sterrenbeeld Zeilen. Het hemelobject werd op 11 april 1834 ontdekt door de Britse astronoom John Herschel.

## Synoniemen
- OCL 768
- ESO 165-SC5